# Prorhynchella minuta
Prorhynchella minuta är en plattmaskart. Prorhynchella minuta ingår i släktet Prorhynchella och familjen Typhloplanidae. Inga underarter finns listade i Catalogue of Life.